# Drivaxel

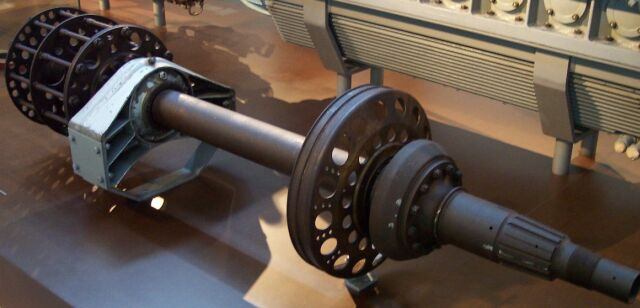
Drivaxel för en flygplanspropeller.

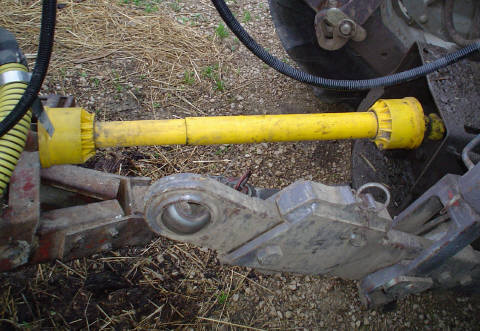
Kraftöverföringsaxel inkopplad mellan traktor och redskap.

Drivaxel är en axel för kraftöverföring. Ett tidigt exempel är propelleraxeln på ett fartyg, som överför kraften från fartygsmaskineri till propeller. Om en drivaxel är ledad med kardanknutar kallas den oftast kardanaxel, men kan ibland även länkaxel beroende på användningsområde. Kardanaxel avser den oftast långa drivaxeln mellan växellåda och bakaxel på ett motorfordon, som har bakhjulsdrift med motorn placerad framtill, medan liknande axlar på till exempel redskap som hängs baktill på traktorer ofta kallas länkaxlar eller kraftöverföringsaxlar.
På t.ex. en tung lastbil kan drivaxeln utsättas för mycket högt vridmoment och därför riskera vridas av. Detta problem kan minskas genom att montera reduktionsväxlar vid drivhjulens nav. Navreduktionerna sänker rotationshastigheten och ökar vridmomentet på drivhjulen, vilket förebygger ryckig rotation på slirigt underlag. Detta leder till dels ökad livslängd på drivaxlarna och dels till bättre framkomlighet utan att skapa tvättbräda i vägbanan. Navreduktioner är närmast standard på timmerlastbilar och anläggningslastbilar.